# Vous avez 0 ami
Vous avez 0 ami est le quatrième épisode de la saison 14 de la série télévisée South Park.
Cet épisode parodie Facebook et ses usages.

## Synopsis
Cartman, Kyle et Kenny se passionnent pour Facebook ; pour eux, cet outil est avant tout une recherche pour avoir le plus d'amis possible. Stan (qui est généralement la voix de la sagesse dans cette série) ne s'inscrit sur le site que sous la pression de son entourage. Mais la pression est pire encore après inscription, les autres habitants de la ville lui reprochant son manque de participation, ou le tenant pour responsable d'actions d'autres membres. Il cherche alors à se désinscrire du site. Mais Facebook se défend contre la désinscription de manière aussi farouche que l'ordinateur maléfique de Tron.